# باول إل. برادي
باول إل. برادي (بالإنجليزية: Paul L. Brady)‏ هو قاضي أمريكي، ولد في 28 سبتمبر 1927.